# Пугач-рибоїд малазійський
Пугач-рибоїд малазійський (Ketupa ketupu) — вид птахів родини совових (Strigidae). Поширений в Південно-Східній Азії.

## Поширення
Пугач поширений від Бангладеш до М'янми, Таїланду, Малайзії та Сінгапуру, Камбоджі, Лаосу, В'єтнаму та Зондських островів. Мешкає в тропічних лісах і прісноводних водно- болотних угіддях поблизу річок, озер і місць аквакультури на висоті до 1600 м. Він також живе на плантаціях, у сільських і міських садах.

## Підвиди
Відомо три підвиди:
- K. k. ketupu (Horsfield, 1821) — Західна Бенгалія, Ассам, південний Таїланд і В'єтнам, Малайський півострів до островів Ріау, Суматра, Белітунг, Ява, Балі та велика частина Борнео;
- K. k. pageli (Neumann, 1936) — північне Борнео;
- K. k. minor Büttikofer, 1966 — ендемік острова Ніас.

## Опис
Пугач-рибоїд малазійський довжиною 45 см, темно-коричневий зверху та оранжево-коричневий і темний знизу. У нього довгі вуха з пір’ям і великі жовті очі. Ноги голі, підошви мають колючу луску з гострими краями, щоб рибу можна було тримати довгими загнутими кігтями.

## Спосіб життя
Вдень цей птах відпочиває в густій рослинності. Вночі полює на рибу і земноводних. Гризуни, рептилії та безхребетні також є частиною раціону. Два-три яйця висиджують у гнізді в печері, на дереві або в гнізді іншого великого птаха.